# Cumplimiento específico
El  cumplimiento específico es una orden de un tribunal que requiere un partido para llevar a cabo un acto específico, por lo general lo que se afirma en un contrato. Es una alternativa a los daños de adjudicación, y se clasifica como un remedio equitativo comúnmente en forma de desagravio por mandato judicial relativo a la información confidencial o propiedad real. Mientras que el rendimiento específico puede estar en la forma de cualquier tipo de acción forzada, se utiliza generalmente para completar una transacción previamente establecida, siendo así el remedio más eficaz para proteger el interés de la parte inocente de un contrato. Por lo general, es lo contrario de una acción de cesación, pero hay medidas cautelares obligatorias que tienen un efecto similar al cumplimiento específico.
Bajo la ley común, el cumplimiento específico no era un recurso, con los derechos de un litigante que se limitan a la recogida de los daños. Sin embargo, el tribunal de equidad desarrolló el recurso de cumplimiento específico como daños, a menudo no podían compensar adecuadamente a alguien por la incapacidad de poseer un pedazo particular de bienes raíces, la tierra está considerado como único. El cumplimiento específico se garantiza a menudo a través del recurso de un derecho de posesión, dando a la demandante el derecho a tomar posesión de la propiedad en disputa. Sin embargo, en el caso de los contratos de desempeño personal, también puede garantizarse mediante la amenaza de un procedimiento por desacato al tribunal.
Se conceden las órdenes de cumplimiento específico cuando los daños no son un remedio adecuado, y en algunos casos específicos, tales como la venta de tierras. Estas órdenes son discrecionales, como con todos los recursos de equidad, por lo que la disponibilidad de este recurso dependerá de si es apropiado en las circunstancias del caso.

## Circunstancias excepcionales
Una orden de actuación específica generalmente no se concede si cualquiera de las siguientes situaciones:
- El cumplimiento específico causaría graves dificultades para el acusado.
- El contrato era inconcebible.
- The claimant has misbehaved (unclean hands).
- El cumplimiento específico es imposible.

- El Performance consiste en un servicio personal.
- El contrato es demasiado vago para ser ejecutada.
- El contrato fue rescindido a voluntad (lo que significa cualquiera de las partes puede renegar sin previo aviso).

- Tenga en cuenta que las leyes de protección al consumidor podrán invalidar términos que permiten a una empresa para terminar un contrato de consumo a voluntad (e.g. por ejemplo, las cláusulas abusivas en los contratos de los Reglamentos del Consumidor de 1999[1])
- El contrato requiere la supervisión constante.
- La Mutualidad faltaba en el acuerdo inicial del contrato.
- El contrato se hizo a título gratuito.

Además, en en Inglaterra y Gales, en la década de los 50`s, los Tribunales superiores, Ley de 1981, el  Alto Tribunal tiene la facultad discrecional de otorgar una indemnización reclamante en lugar de cumplimiento específico (o una orden judicial). Tales daños normalmente serán evaluados sobre la misma base que los daños y perjuicios por incumplimiento de contrato, es decir, para colocar al solicitante en la posición que hubiera sido si el contrato ha llevado a cabo.

## Ejemplos
En la práctica, el  cumplimiento específico es más utilizado como un remedio en las transacciones relativas a la tierra, como en la venta de terrenos cuando el vendedor se niega a transferir el título. La razón es que la tierra es único y que no hay otro recurso legal disponible para poner la parte afectada en la misma posición se había cumplido el contrato.

Sin embargo, los límites del  cumplimiento específico en otros contextos son estrechos. Por otra parte, el rendimiento que se basa en el juicio o habilidades de la fiesta en la que se hizo la solicitud de personal rara vez se ordenó por el tribunal. La razón detrás de esto, es que el partido forzado a menudo se realiza por debajo del estándar normal del partido cuando está en la capacidad del partido para hacerlo. Daños monetarios se dan generalmente en su lugar.

Tradicionalmente, la equidad sólo concedería cumplimiento específico con respecto a los contratos de bienes muebles en que las mercancías eran únicas en carácter, como el arte, reliquias, y similares. La razón detrás de esto es que con mercancías estén  fungibles, la parte perjudicada tenía un remedio adecuado en daños y perjuicios por incumplimiento de la otra parte.
En los Estados Unidos, el artículo 2 del Código de Comercio Uniforme desplaza la regla tradicional en un intento de ajustar la ley de ventas de bienes a las realidades del mercado comercial moderna. Si las mercancías se identifican con el contrato para la venta y en la posesión del vendedor, un tribunal puede ordenar que los bienes se entregarán al comprador mediante el pago del precio. Esto se denomina reivindicatoria. Además, el Código permite a un tribunal que ordene el cumplimiento específico donde "los productos son únicos o en otras circunstancias apropiadas", dejando la cuestión de qué circunstancias son propias a ser desarrollado por la jurisprudencia.
El relieve de cumplimiento específico es un alivio equitativo que suele ser correctivas o de protección de la naturaleza.
En el Derecho civil la ley de la Europa continental y gran parte del mundo que no habla inglés) el cumplimiento específico se considera que es el derecho básico. Los daños monetarios son una especie de "cumplimiento específico sustituto." De hecho, se ha propuesto que el cumplimiento específico sustituto mejor explica las normas de derecho común de los contratos, así, como (Steven Smith, , Ley de Contratos , Derecho Clarendon).
En el Derecho Inglés, en principio, la reparación debe hacerse en especie a menos que otra solución sea ‘más apropiado’.